# Louise Edwards
Pour les articles homonymes, voir Edwards.
Louise Olivia Violet Edwards (née le 21 novembre 1978) est une astronome canadienne et professeure adjointe de physique à la Université d'État polytechnique de Californie (Cal Poly).

## Biographie
Louise Edwards grandit à Victoria, en Colombie-Britannique, au Canada. Elle complète son diplôme de premier cycle en physique et astronomie, avec une mineure en mathématiques, à l'Université de Victoria. Par la suite, elle fait une maîtrise à l'Université St Mary's. C'est à cette époque qu'elle est représentée sur un timbre canadien. Après avoir obtenu son diplôme en 2003, Edward fait des études doctorales à l'Université Laval, qu'elle complète en 2007,. Elle serait la première afro-canadienne à recevoir un doctorat en astrophysique.
Edwards analyse la formation et l'évolution des galaxies à l'aide de la spectroscopie optique et infrarouge, de données photométriques dans les rayons X et d'observations dans le domaine radio. Elle concentre son attention sur les galaxies de type BCG,, les galaxies dans les noyaux d'amas et les galaxies dans les filaments.
Après ses études doctorales, Edwards est chercheuse postdoctorale à Caltech / IPAC et à l'Université Trent, puis professeure adjointe à l'Université Mount Allison. De 2012 à 2016, Edwards est chargée de cours et chercheuse scientifique dans le département d'astronomie de l'Université Yale, avant de commencer son poste de professeur à Cal Poly en 2016.
Pendant son séjour à Yale, elle est présidente du programme de bourses de recherche de premier cycle Dorrit Hoffleit,.